# Ganerbschaft
Eine Ganerbschaft war nach altdeutschem Erbrecht das gemeinsame Familienvermögen, vorwiegend Grundbesitz u. a. eine Burg, über das die Ganerben nur gemeinsam verfügen konnten. Nach heutigen Rechtsbegriffen entspricht dies einer Gesamthandsgemeinschaft (beziehungsweise Gemeinschaft zur gesamten Hand).

## Geschichte
Ganerbschaften entstanden durch die gleichzeitige Berufung mehrerer Miterben zu ein und demselben Nachlassgegenstand, wie sie vor allem im Mittelalter vorwiegend aus familienpolitischen Gründen vorkamen.
Gegenstand solcher Rechtsverhältnisse war meist ein gemeinschaftlich erbautes oder erobertes Schloss oder eine Burg. Letztere wurde dann als Ganerbenburg bezeichnet. Die friedliche Koexistenz der Erben, die Regeln des täglichen Nebeneinanderlebens sowie die Nutzungs- und Benutzungsrechte gemeinschaftlicher Bauteile wurden meist durch sogenannte Burgfriedensverträge (kurz Burgfrieden) umfassend geregelt.
Ganerbschaften wurden geschlossen, um ein wichtiges Familiengut wie eine Burg ungeteilt zu erhalten. Obwohl sich die anfänglich sehr enge Lebensgemeinschaft der Ganerben im Laufe der Jahrzehnte allmählich lockerte, blieb die Einheit nach außen gewahrt, was sich häufig im Führen eines gemeinsamen Namens und Wappens ausdrückte.
Eine andere Erbform, die Ähnliches ermöglichte, war der Fideikommiss.

## Beispiele für Ganerbschaften

### Künzelsau im Hohenlohekreis

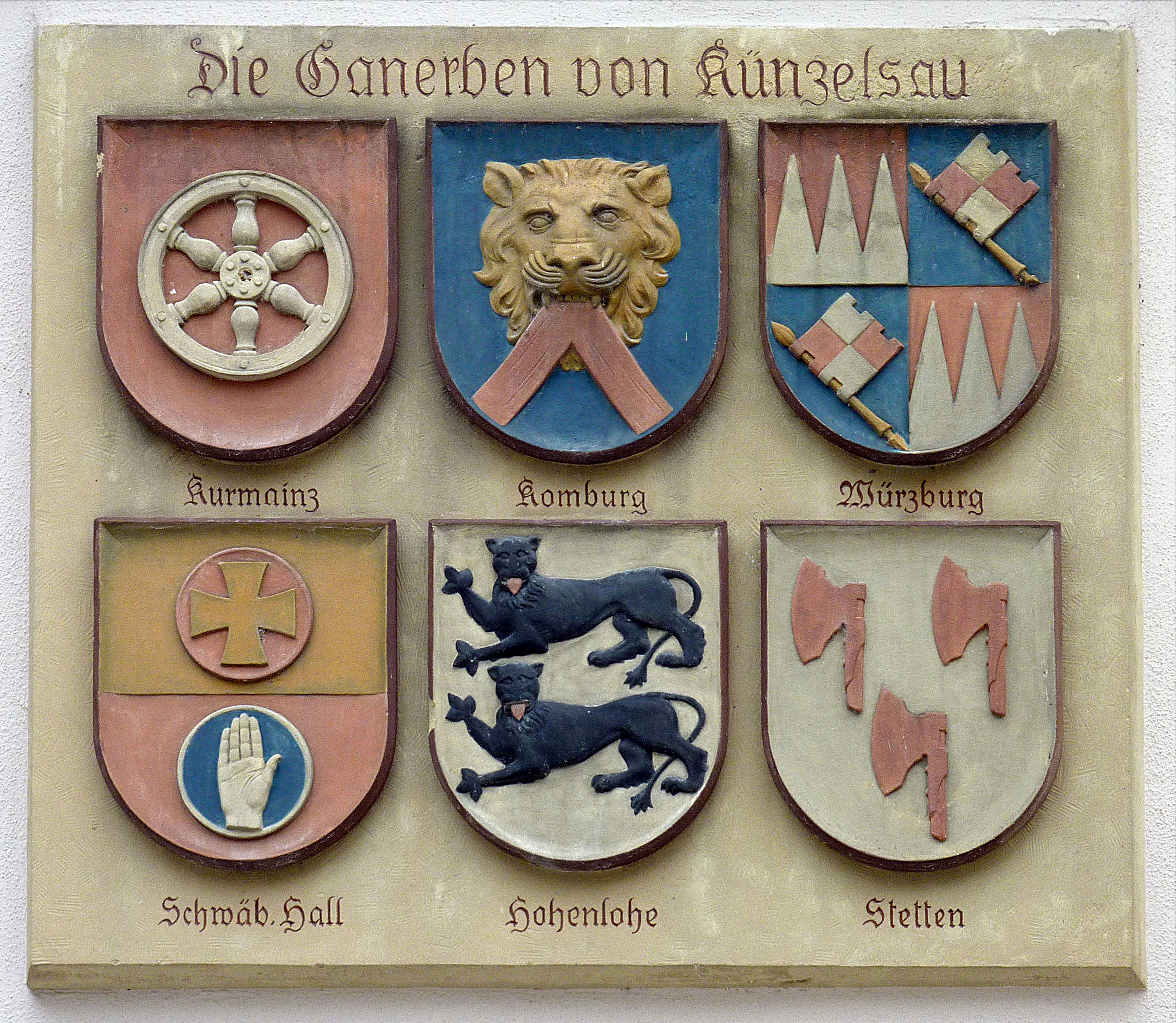
Ganerbenwappen am Alten Rathaus in Künzelsau

Ende des 11. Jahrhunderts deutete sich ein Aussterben der Familie von Stein, der Eigentümerin von Künzelsau (heute im Hohenlohekreis), an. Eine der letzten Familienangehörigen, Mechthild von Stein, schenkte einen Großteil ihrer Besitzungen dem Kloster Comburg. Der übrige Besitz ging nach ihrem Tod an nahe Verwandte: die Herren von Künzelsau und die Herren von Bartenau. Im Laufe der Jahrhunderte wurden die Anteile vererbt, teilweise oder gänzlich verkauft oder gingen durch Heirat in andere Hände über.
Um 1500 besaßen die Herren von Stetten 25 % von Künzelsau, 20 % gehörten dem Haus Hohenlohe und 15 % der Reichsstadt Schwäbisch Hall. Weitere 10 % waren im Besitz des Erzbistums Mainz, dem Bistum Würzburg gehörten 10 %, und 20 % waren auf sonstige Besitzer verteilt (Sulmeister von Hall, Ritter von Bachenstein, Berlichingen, Crailsheim, Neuenstein u. a.).
Die Anteile wechselten in der Folgezeit mehrfach die Besitzer. In der Folge der Tierberger Fehde von 1488 wurde 1493 ein Burgfriedensvertrag geschlossen, der die gemeinsame Verwaltung des Ortes unter einem „Gemeinschaftlichen Ganerben-Amts-Schultheißen“ regelte. Die Ganerben verpflichteten sich, künftig ihre Anteile nur noch untereinander, nicht mehr an Fremde zu veräußern. Lediglich Kloster Comburg durfte 1717 aufgrund seiner früheren Zugehörigkeit zu der Ganerbschaft die Anteile der Herren von Stetten kaufen.
Im Jahre 1802 verlor der Ort seinen Status der Ganerbschaft, da im Zuge der Säkularisation Burg und Flecken alleinig an die Reichsfürsten von Hohenlohe fiel. Allerdings wurde bereits 1806 das gesamte Gebiet durch den Herzog von Württemberg beschlagnahmt; es war fortan Teil des Königreichs Württemberg.

### Burg Eltz
1286 kam es unter den Brüdern Elias, Wilhelm und Theoderich von Eltz zu einer Aufspaltung des Geschlechts. Dabei wurde auch der Besitz an der Burg Eltz unter den dreien aufgeteilt. Fortan hatten die drei Linien Eltz-Kempenich, Eltz-Rübenach und Eltz-Rodendorf (ursprünglich Eltz vom Goldenen Löwen, Eltz vom Silbernen Löwen und Eltz von den Büffelhörnern) gemeinsame Rechte an der Burganlage. Darauf weisen heute noch die nach den drei Linien benannten Wohnhäuser hin: das Rübenacher Haus, die Rodendorfer Häuser und die Kempenicher Häuser. Mit dem Aussterben der Linie Eltz-Rodendorf im Jahr 1786 kam deren Anteil an die Eltz-Kempenicher, die 1815 auch den Rübenacher Anteil erwarben und damit Alleinbesitzer wurden. Die Familie von Eltz-Kempenich ist auch heute noch Eigentümerin der Burg.

### Alten Limpurg
Die seit dem 14. Jahrhundert in Frankfurt am Main bestehende adlige Ganerbschaft des Hauses Alten Limpurg ist eine Familienvereinigung mit Rechtspersönlichkeit. Sie hat ihren Sitz in Frankfurt am Main. Grundlage der Ganerbschaft sind die verwandtschaftlichen Beziehungen der in der Vereinigung vertretenen Familien.

### Die Ostgrenze des Hochstifts Würzburg
Eine würzburgische Statistik von etwa 1700 weist viele ganerbisch regierte Ortschaften auf. Es sind vor allem das Stiftsamt Haßfurt mit insgesamt elf Ortschaften (vertraglich 1696 geregelt) und das Amt Iphofen mit Hüttenheim und Obernbreit, die an der mittleren Ostgrenze des Hochstiftsgebietes für eine erhebliche rechtliche Zerfaserung sorgten. Dementsprechend hoch war das Konfliktpotenzial und der rechtliche Klärungsbedarf zum Beispiel mit Brandenburg-Ansbach, dem direkten Konkurrenten Würzburgs im Fränkischen Kreis.

### Die Ganerbschaft Treffurt mit der Vogtei Dorla
Der Besitz der Herren von Treffurt mit der Stadt Treffurt im Westen Thüringens lag zwischen der Landgrafschaft Hessen im Westen, dem zu Kurmainz gehörigen Eichsfeld im Norden, und der wettinischen Landgrafschaft Thüringen im Süden und Osten. Um die Wende zum 14. Jahrhundert wurden die Herren von Treffurt zu Raubrittern und plünderten immer wieder Dörfer in den angrenzenden Landgrafschaften Thüringen und Hessen sowie in dem zum Kurfürstentum Mainz gehörigen Eichsfeld. 1333/36 kam es daraufhin zu einer Belagerung von Stadt und Burg Treffurt durch den Landgrafen von Hessen, den Landgrafen von Thüringen und den Mainzer Erzbischof, die 1336 mit der Vertreibung der Herren von Treffurt endete.
Im Burgfrieden von 1336 übernahmen die Sieger je zu einem Drittel den gesamten Treffurter Besitz, der die Ganerbschaft Treffurt mit sechs Orten und die Vogtei Dorla mit drei Orten umfasste. Diese wurden seitdem von Kurmainz sowie den Landgrafschaften Hessen und Thüringen – in deren Rechtsnachfolge die Landgrafschaft Hessen-Kassel und das Kurfürstentum Sachsen – als Ganerbschaft verwaltet.
Das ganerbliche Drittel der Thüringer Landgrafen ging durch die Leipziger Teilung 1485 je zur Hälfte an das albertinische bzw. das ernestinische Sachsen über. Letzteres gab 1588 im Vertrag von Friedewald sein Sechstel Herrschaftsanteil im Tausch an die Landgrafen von Hessen-Kassel ab, die seitdem über die Hälfte des Eigentumsrechts der Herrschaft Treffurt verfügten. 1736 gab die Landgrafschaft Hessen-Kassel ihre Hälfte an Kursachsen, das seitdem über zwei Anteilsdrittel an der Herrschaft verfügte.
Im 18. Jahrhundert gingen die Landeshoheitsrechte des Kurfürstentums Sachsen und der Landgrafschaft Hessen an Kurmainz über und kamen mit diesem 1802 an Preußen. Die endgültige Auflösung der Ganerbschaft Treffurt erfolgte 1807 mit der Abtretung des kursächsischen Anteils und der Einverleibung in das Königreich Westphalen.

### Trappstadt im Grabfeld
Das „Ganerbendorf“ Trappstadt in Unterfranken hat eine äußerst interessante Besitzgeschichte. Wenn sich im 13. Jahrhundert noch die Grafen von Henneberg und die Klöster Theres und Veilsdorf in die Güter der Ortschaft teilten, so waren es 300 Jahre später bereits zwölf Ganerben, die 1524 eine gemeinsame Dorfordnung erließen. Um 1600 war das Dorf in vier Ganerbenviertel aufgeteilt, deren jedes im Wechsel für ein Jahr den Schultheißen stellen durfte. Das Schloss war Besitz der Freiherren von Bibra.
Der Besitz der Ganerbenviertel verteilte sich wie folgt:
- Würzburger Untertanen (ehem. Kloster Theres) saßen in 22 Häusern.
- Kloster Veilsdorf (ab 1699 Domkapitel Würzburg) hatte 28 Häuser.
- Hennebergische (ab 1584 sächsische) Vasallen besaßen 22 Häuser.
- Weitere 9 Häuser gingen seit 1524 durch die Hände folgender Geschlechter: Schott (bis 1585), Echter (bis 1665), Faust von Stromberg (bis 1738), Grafen von und zu Eltz (bis 1824).[2]

1656 wurde der Amtmann von Römhild als Vertreter des hennebergisch-sächsischen Teils zum Direktor der Ganerbenschaft gewählt. Die Rechte des Hochstifts Würzburg fielen 1803 an das Großherzogtum Würzburg des Erzherzog Ferdinand von Toskana. Die Rechte der Grafschaft Sachsen-Römhild (vertreten durch die Herzogtümer Sachsen-Meiningen und Sachsen-Gotha) fielen per Vertrag 1808 an das Großherzogtum. Das Großherzogtum Würzburg kam 1814 zu Bayern.

### Bönnigheim
Im Jahr 1288 wurde die heute im Norden des Landkreises Ludwigsburg in Baden-Württemberg gelegene Stadt von Rudolf von Habsburg gekauft. Er überließ sie 1291 seinem Sohn Graf Albrecht von Löwenstein. Dessen Witwe trat ihr Erbe an Friedrich von Sachsenheim ab, wodurch die Zersplitterung des Besitzes begann. Durch Kauf, Heirat, Sterben und Erben entstand das Ganerbentum in Bönnigheim.